# Attagenus atripennis ornatus
Attagenus atripennis ornatus es una subespecie de coleóptero de la familia Dermestidae.

## Distribución geográfica
Habita en Yemen.